# 시온주의

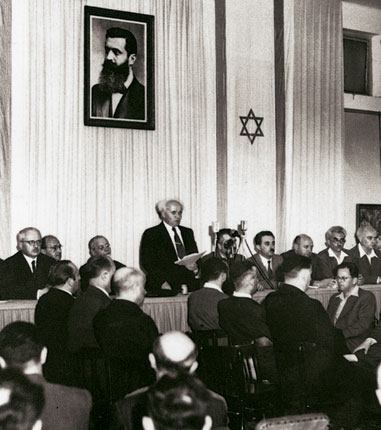
다비드 벤구리온이 테오도르 헤르츨의 사진 앞에서 이스라엘의 독립을 선언하고 있다.

시온주의(히브리어: ציונות, 영어: Zionism 시오니즘[*], 문화어: 유태복고주의猶太復古主義)는 팔레스타인 지역에 유대인 국가 건설을 목적으로 한 민족주의 운동이다.
19세기 말 프랑스에서 유대인 차별, 인권유린 사건인 드레퓌스 사건이 발생하였다. 이를 지켜본 후 충격을 받은 유대계 오스트리아 언론인인 테오도어 헤르츨이 1897년 스위스 바젤에서 제1회 시온주의 세계대회를 개최하며 본격적으로 유대인 국가 건설 작업이 시작되었다. 1948년 유대인 국가인 이스라엘을 건국하는 데 성공하였다. 유대인 국가라는 개념은 기원전 1200년에서 제2성전시대 사이에 시작되었다. 시온주의는 유대인과 이스라엘을 연결하는 종교적 전통에 토대를 두지만, 현대 시온주의는 현세적이며 당시 유럽에 존재하던 반유대주의에 대한 반응으로 시작되었다.
시온주의 지지자들은 시온주의를 ‘디아스포라 민족주의’라고 묘사하며 유대인의 자결을 완성하는 민족 해방 운동으로 여긴다. 시온주의에 반대하는 이들은 그 근거를 종교적인 이유에서 비윤리적이나 비현실적이라는 점을 종교적인  데 둔다. 이스라엘이 건국되기 전, 인간의 손으로 이스라엘을 재탄생시키는 것은 신에게 죄를 짓는 일이라고 생각하는 유대인도 일부 있었다.

## 용어
시온주의라는 이름은 "시온" (히브리어: ציון 지욘)이라는 단어에서 왔다. "시온"은 예루살렘에 있는 언덕(산)의 지명으로, 예루살렘과 이스라엘을 가리키는 단어로 통용되고 있다. 1890년 유대계 오스트리아인 작가 나단 버바움이 "Self-Emancipation" (자기해방)이라는 저널에서 최초로 이 단어를 쓴 걸로 알려져 있다. 버바움은 카디마라고 불렸던 최초 학생 유대민족주의 운동의 창시자였다. 시온주의는 주로 이스라엘을 지지하는 용도로 쓰이지만 종교적 시온주의, 노동 시온주의, 수정주의적 시온주의 등의 상반되는 관념들이 시온주의 내에 포함될 때도 있다. 몇몇 역사가들은 반유대자들이 시온주의와 시온주의자라는 단어를 반유대주의를 정당화하거나 유대인들을 비하할 때 사용한다고 지적한다.

## 역사
이스라엘로 돌아가는 것은 제1차 유대-로마 전쟁이 실패로 끝나고 서기 70년에 예루살렘이 함락되었을 때부터 유대인들의 소망이었다. 135년 유대인들은 바르 코크바의 반란으로 이스라엘을 되찾으려고 시도했지만 이 역시 실패로 끝났다. 헬레니스틱 시대 당시 많은 유대인들은 지중해 근처에 있던 다른 나라들로 떠났다.

### 알리야
알리야(עלייה)는 이스라엘로 이주하는 것을 의미한다. 히브리어로 상승을 뜻한다. 디아스포라 후 유대인들은 주로 과월절(유월절)과 욤 키푸르(대속죄일)를 지킬 때 "다음 해에는 예루살렘에서"라는 말로 기도를 마쳤다. 할라카와 613가지 율법은 알리야를 명예로운 행위으로 여겼다. 중세시대에 랍비이자 철학자였던 마이모니데스의 글에서 유대인들이 이스라엘로 돌아가는 것을 굉장히 중요하게 여겼음을 찾아볼 수 있다.

### 시초

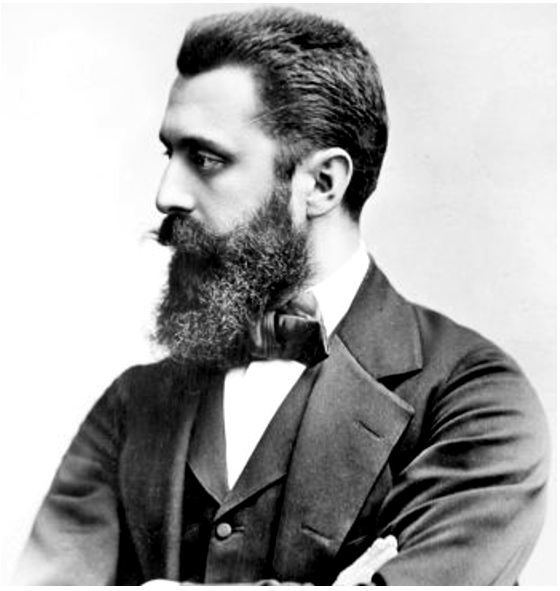
테오도르 헤르츨(1860~1904).

시온주의가 지지를 얻기 전 나폴레옹은 1799년 팔레스타인 지역에 유대인들을 위한 나라를 건국하자는 제안을 했다. 빅토리아 여왕과 미국의 대통령이었던 우드로 윌슨과 존 아담스 역시 시온주의를 지지한 적이 있다. 1894년 프랑스에 일어난 드레퓌스 사건은 유대인들에게 충격을 주었다. 이 사건을 지켜본 사람들 중 유대계 오스트리아인 기자 테오도르 헤르츨이 있었다. 이 사건이 일어나기 전 그는 시온주의를 반대했으나 이 사건 후 시온주의를 옹호하게 되었다.
19세기에는 오스만 제국이 팔레스타인을 지배하고 있었다. 그곳에 살고 있던 50만 명 중 유대인들은 2만 명에 불과했다. 러시아 제국에서 포그롬이 일어나자 유대계 러시아인들 소수가 이스라엘로 귀화하면서 첫 알리야가 시작되었다.
1917년 밸푸어 선언 전까지는 현재의 이스라엘 지역 외에도, 우간다 및 아르헨티나가 지역적으로 거론된 바 있다.

## 분파

### 노동시온주의
노동 시온주의는 동유럽에서 시작되었다. 사회주의적 시온주의자들은 수세기 동안 반유태주의적 사회에서 받은 억압으로 인해 유태인들이 온순하고 취약하며 절망적인 존재가 되어 더욱 더 반유태주의를 유발한다고 생각했다. 이러한 견해는 원래 테오도르 헤르츨로부터 비롯되었다. 사회주의적 시온주의자들은 유태인의 영혼과 사회의 혁명이 필수적이며 가능한데 이는 부분적으로는 유태인들이 이스라엘로 이주하여 자신만의 나라에서 농부, 노동자, 군인이 됨으로써 가능해진다고 주장했다. 대부분의 사회주의 시온주의자들은 전통적인 유태교의 준수가 "디아스포라적 심성(Diaspora mentality)"을 영속화시키는 것이라며 거부했고, 이스라엘에 "키부츠 공동체(kibbutzim)"라고 불리는 지역 공동체를 설립했다. 키부츠는 “유태인 국가 기금(Jewish National Fund)”이 훈련된 감독 하에 유태인 노동자들을 고용했던 협동 농업적 형태의 "국가 농장(national farm)"의 변형으로 시작되었다. 키부츠는 공동체주의와 평등주의를 크게 강조하고 유토피아적 사회주의를 어느 정도 재현했다는 점에서 제2의 ‘알리야(Aliyah, עלייה)’를 상징하게 되었다. 게다가 그들은 노동 시온주의의 핵심적인 측면인 자급자족을 강조했다. 사회주의 시온주의는 철학적으로 유태교의 근본적인 가치와 정신성에 기반을 두고 있지만, 그것의 진보적인 표현은 종종 정통 유태교와 적대적인 관계를 형성했다.

노동 시온주의는 영국의 팔레스타인 위임통치령 기간 동안 이슈프(Yishuv,  1948년 이스라엘 국가가 설립되기 전 팔레스타인에서 유대인이 정착, 거주했던 사회를 지칭)의 정치적, 경제적 삶에 지배적 영향을 끼쳤고 1977년 선거에서 이스라엘 노동당이 패배할 때까지 이스라엘 정치에서 지배적인 이념이었다. 비록 키부츠 공동체에서 가장 인기 있는 정당은 ‘메레츠(Meretz)’지만 이스라엘 노동당은 그 전통을 이어가고 있다. 노동 시온주의의 주요 기관은 ‘히스타드루트(Histadru, 노동조합의 일반 조직)’로, 1920년 팔레스타인 노동자의 파업에 반대하여 파업 파괴자들(strikebreakers)을 제공하면서 시작되었고 1970년대까지 이스라엘 정부 다음으로 가장 큰 고용주였다.

## 같이 보기
- 반시오니즘
- 시온 장로 의정서
- 미국 이스라엘 공공문제위원회(AIPAC)
- 유대인의 정체성